# Opius callaensis
Opius callaensis är en stekelart som beskrevs av Fischer 1963. Opius callaensis ingår i släktet Opius och familjen bracksteklar. Inga underarter finns listade i Catalogue of Life.